# Lee Bowyer
Lee David Bowyer (Londra, 3 gennaio 1977) è un allenatore di calcio ed ex calciatore inglese, di ruolo centrocampista, commissario tecnico della nazionale montserratiana.
In totale ha segnato 68 gol in 489 partite di campionato.
Formatosi al Charlton Athletic, è un centrocampista di corporatura leggera ma forte negli scontri uno contro uno. Sebbene avesse grande talento in giovane età e abbia militato nell'Inghilterra U-21, ha ottenuto solo una presenza nella nazionale inglese. Bowyer è stato più volte fonte di pubblicità negativa fuori dal campo per comportamenti di natura razziale.

## Carriera

### Club

#### Charlton Athletic
Bowyer approdò alle giovanile del Charlton soltanto nel 1993 ma attirò subito su di sé l'attenzione nel 1994 quando, dai risultati di un test, si scoprì che faceva uso di cannabis; assieme a lui venne scoperto un suo compagno di squadra. Entrambi furono allontanati dalla squadra per un lungo periodo, ma alla fine Bowyer riuscì a venirne fuori e ad entrare in prima squadra, allenato da Alan Curbishley, totalizzando 58 presenze e 14 gol in due anni.

#### Leeds United
Nel 1996 Bowyer fu messo sotto contratto dall'allora allenatore del Leeds Utd Howard Wilkinson per una cifra pari a 2,8 milioni di sterline. Dopo pochi mesi venne accusato di aver picchiato due dipendenti di un McDonald's di Londra. Subito messo fuori rosa e rimpiazzato dal difensore norvegese Alf-Inge Håland e dal centrocampista scozzese David Hopkin, Bowyer non scese più in campo per diversi mesi. Rimpiazzò Hopkin soltanto nella stagione 1998-1999.
Dopo questo incidente di percorso, divenne il giocatore chiave della formazione di David O'Leary che si qualificò per la Champions League 1999-2000; quella stessa squadra raggiunse le semifinali della Coppa UEFA dello stesso anno e le semifinali della Champions League l'anno successivo. Fu votato miglior giocatore della stagione dai tifosi nel 1999 e nel 2001.
A seguito di una rissa a Leeds, nel gennaio 2000, in cui uno studente di origine pakistana subì gravi lesioni, Bowyer e Jonathan Woodgate, suo compagno di squadra all'epoca, furono accusati di aver provocato intenzionalmente loro stessi le lesioni allo studente. Eseguito il primo processo, soltanto nel secondo Bowyer viene scagionato dalle accuse di rissa e intenzionalità mentre Woodgate viene condannato a svolgere servizi per la comunità.
Dopo essere stato riabilitato nella squadra la società lo multa con la trattenuta di quattro settimane di stipendio a causa di comportamento negligente e violazione del codice di condotta della società. Nel maggio del 2002 venne messo sul mercato perché a fine contratto: nella sessione di mercato invernale firma così un contratto con il West Ham.

#### West Ham, Newcastle e Birmingham

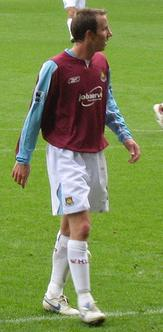
Bowyer con la maglia del West Ham nel 2006

Con gli Hammers Bowyer firma inizialmente un contratto di sei mesi che prevede la cessione dello stesso giocatore a fine stagione. A causa di un infortunio alla caviglia riesce a giocare solamente 11 partite; a fine stagione gli Hammers non gli offrono così alcun contratto. Il giocatore non rimane svincolato per molto, venendo acquistato a titolo definitivo e gratuito dal Newcastle Utd.
Nell'aprile 2005, in una partita di campionato contro l'Aston Villa, è coinvolto in una rissa in campo con il compagno di squadra Kieron Dyer. L'evento porta all'espulsione dei due giocatori da parte dell'arbitro più una squalifica di tre giornate per entrambi. Nel luglio 2006 ha risarcito di mille sterline Dyer per la rissa. Con i bianconeri Bowyer ha disputato 98 partite in tutte le competizioni, segnando undici reti.
Nel giugno del 2006 è tornato a giocare con gli Hammers, mentre nel gennaio 2009 è passato in prestito al Birmingham City. A fine stagione viene riscattato dai Blues.

#### Ipswich Town
L'11 luglio 2011 viene ingaggiato dall'Ipswich Town, con cui firma un contratto annuale. Il 27 settembre seguente segna il suo primo gol con la nuova maglia, contro il West Ham. A fine stagione annuncia il suo ritiro dal calcio giocato.

### Nazionale
Durante la sua carriera al Leeds Utd Bowyer fu regolarmente convocato nella Nazionale Under-21 del proprio paese, disputando 13 partite. Con la Nazionale maggiore esordì nel 2002, in un'amichevole contro il Portogallo, convocato da Sven-Göran Eriksson.

## Curiosità
Bowyer è il calciatore che ha ricevuto il maggior numero di cartellini gialli nella storia della Premier League: 93.

## Statistiche

### Presenze e reti nei club
| Stagione               | Squadra                | Campionato             | Campionato | Campionato | Coppe nazionali | Coppe nazionali | Coppe nazionali | Coppe continentali | Coppe continentali | Coppe continentali | Altre coppe | Altre coppe | Altre coppe | Totale | Totale |
| Stagione               | Squadra                | Comp                   | Pres       | Reti       | Comp            | Pres            | Reti            | Comp               | Pres               | Reti               | Comp        | Pres        | Reti        | Pres   | Reti   |
| ---------------------- | ---------------------- | ---------------------- | ---------- | ---------- | --------------- | --------------- | --------------- | ------------------ | ------------------ | ------------------ | ----------- | ----------- | ----------- | ------ | ------ |
| 1994-1995              | Charlton               | FD                     | 5          | 0          | FACup+CdL       | 0+1             | 0               | -                  | -                  | -                  | -           | -           | -           | 6      | 0      |
| 1995-1996              | Charlton               | FD                     | 41+2       | 8+0        | FACup+CdL       | 3+6             | 1+5             | -                  | -                  | -                  | -           | -           | -           | 52     | 14     |
| Totale Charlton        | Totale Charlton        | Totale Charlton        | 46+2       | 8+0        |                 | 10              | 6               |                    | -                  | -                  |             | -           | -           | 58     | 14     |
| 1996-1997              | Leeds                  | PL                     | 32         | 4          | FACup+CdL       | 4+0             | 2               | -                  | -                  | -                  | -           | -           | -           | 36     | 6      |
| 1997-1998              | Leeds                  | PL                     | 25         | 3          | FACup+CdL       | 3+3             | 0+1             | -                  | -                  | -                  | -           | -           | -           | 31     | 4      |
| 1998-1999              | Leeds                  | PL                     | 35         | 9          | FACup+CdL       | 4+2             | 0               | CU                 | 4                  | 0                  | -           | -           | -           | 45     | 9      |
| 1999-2000              | Leeds                  | PL                     | 33         | 5          | FACup+CdL       | 3+1             | 1+0             | CU                 | 11                 | 5                  | -           | -           | -           | 48     | 11     |
| 2000-2001              | Leeds                  | PL                     | 38         | 9          | FACup+CdL       | 1+0             | 0               | UCL                | 15                 | 6                  | -           | -           | -           | 54     | 15     |
| 2001-2002              | Leeds                  | PL                     | 25         | 5          | FACup+CdL       | 1+1             | 0               | CU                 | 3                  | 2                  | -           | -           | -           | 30     | 7      |
| 2002-gen. 2003         | Leeds                  | PL                     | 15         | 3          | FACup+CdL       | 0+1             | 0               | CU                 | 5                  | 0                  | -           | -           | -           | 21     | 3      |
| Totale Leeds           | Totale Leeds           | Totale Leeds           | 203        | 38         |                 | 24              | 4               |                    | 38                 | 13                 |             | -           | -           | 265    | 55     |
| gen.-giu. 2003         | West Ham               | PL                     | 10         | 0          | FACup+CdL       | 1+0             | 0               | -                  | -                  | -                  | -           | -           | -           | 11     | 0      |
| 2003-2004              | Newcastle              | PL                     | 24         | 2          | FACup+CdL       | 0+0             | 0               | CU                 | 1                  | 0                  | -           | -           | -           | 25     | 2      |
| 2004-2005              | Newcastle              | PL                     | 27         | 3          | FACup+CdL       | 2+1             | 1+0             | CU                 | 9                  | 3                  | -           | -           | -           | 39     | 7      |
| 2005-2006              | Newcastle              | PL                     | 28         | 1          | FACup+CdL       | 2+1             | 0               | CU                 | 3                  | 1                  | -           | -           | -           | 34     | 2      |
| Totale Newcastle       | Totale Newcastle       | Totale Newcastle       | 79         | 6          |                 | 6               | 1               |                    | 13                 | 4                  |             | -           | -           | 98     | 11     |
| 2006-2007              | West Ham               | PL                     | 20         | 0          | FACup+CdL       | 0+0             | 0               | CU                 | 2                  | 0                  | -           | -           | -           | 22     | 0      |
| 2007-2008              | West Ham               | PL                     | 15         | 4          | FACup+CdL       | 2+3             | 0               | -                  | -                  | -                  | -           | -           | -           | 20     | 4      |
| 2008-gen. 2009         | West Ham               | PL                     | 6          | 0          | FACup+CdL       | 0+1             | 1               | -                  | -                  | -                  | -           | -           | -           | 7      | 1      |
| Totale West Ham        | Totale West Ham        | Totale West Ham        | 51         | 4          |                 | 7               | 1               |                    | 2                  | 0                  |             | -           | -           | 60     | 5      |
| gen.-giu 2009          | Birmingham City        | FLC                    | 17         | 1          | FACup+CdL       | -               | -               | -                  | -                  | -                  | -           | -           | -           | 17     | 1      |
| 2009-2010              | Birmingham City        | PL                     | 35         | 5          | FACup+CdL       | 5+2             | 0+1             | -                  | -                  | -                  | -           | -           | -           | 42     | 6      |
| 2010-2011              | Birmingham City        | PL                     | 29         | 4          | FACup+CdL       | 1+5             | 0+1             | -                  | -                  | -                  | -           | -           | -           | 35     | 5      |
| Totale Birmingham City | Totale Birmingham City | Totale Birmingham City | 81         | 10         |                 | 13              | 2               |                    | -                  | -                  |             | -           | -           | 94     | 12     |
| 2011-2012              | Ipswich Town           | FLC                    | 29         | 2          | FACup+CdL       | 0+0             | 0               | -                  | -                  | -                  | -           | -           | -           | 29     | 2      |
| Totale carriera        | Totale carriera        | Totale carriera        | 491        | 68         |                 | 60              | 14              |                    | -                  | -                  |             | 53          | 7           | 604    | 99     |

### Cronologia presenze e reti in nazionale
| Cronologia completa delle presenze e delle reti in nazionale ― Inghilterra | Cronologia completa delle presenze e delle reti in nazionale ― Inghilterra | Cronologia completa delle presenze e delle reti in nazionale ― Inghilterra | Cronologia completa delle presenze e delle reti in nazionale ― Inghilterra | Cronologia completa delle presenze e delle reti in nazionale ― Inghilterra | Cronologia completa delle presenze e delle reti in nazionale ― Inghilterra | Cronologia completa delle presenze e delle reti in nazionale ― Inghilterra | Cronologia completa delle presenze e delle reti in nazionale ― Inghilterra |
| Data                                                                       | Città                                                                      | In casa                                                                    | Risultato                                                                  | Ospiti                                                                     | Competizione                                                               | Reti                                                                       | Note                                                                       |
| -------------------------------------------------------------------------- | -------------------------------------------------------------------------- | -------------------------------------------------------------------------- | -------------------------------------------------------------------------- | -------------------------------------------------------------------------- | -------------------------------------------------------------------------- | -------------------------------------------------------------------------- | -------------------------------------------------------------------------- |
| 7-9-2002                                                                   | Birmingham                                                                 | Inghilterra                                                                | 1 – 1                                                                      | Portogallo                                                                 | Amichevole                                                                 | -                                                                          | 62’                                                                        |
| Totale                                                                     |                                                                            | Presenze                                                                   | 1                                                                          |                                                                            | Reti                                                                       | 0                                                                          |                                                                            |

### Statistiche da allenatore
Statistiche aggiornate al 1 luglio 2021.
| Stagione               | Squadra                | Campionato             | Campionato | Campionato | Campionato | Campionato | Coppe nazionali | Coppe nazionali | Coppe nazionali | Coppe nazionali | Coppe nazionali | Coppe continentali | Coppe continentali | Coppe continentali | Coppe continentali | Coppe continentali | Altre coppe | Altre coppe | Altre coppe | Altre coppe | Altre coppe | Totale | Totale | Totale | Totale | % Vittorie | Piazzamento |
| Stagione               | Squadra                | Comp                   | G          | V          | N          | P          | Comp            | G               | V               | N               | P               | Comp               | G                  | V                  | N                  | P                  | Comp        | G           | V           | N           | P           | G      | V      | N      | P      | %          | Piazzamento |
| ---------------------- | ---------------------- | ---------------------- | ---------- | ---------- | ---------- | ---------- | --------------- | --------------- | --------------- | --------------- | --------------- | ------------------ | ------------------ | ------------------ | ------------------ | ------------------ | ----------- | ----------- | ----------- | ----------- | ----------- | ------ | ------ | ------ | ------ | ---------- | ----------- |
| mar.-giu. 2018         | Charlton               | FL1                    | 10+2       | 6+0        | 1+0        | 3+2        | FACup+CdL       | -               | -               | -               | -               | -                  | -                  | -                  | -                  | -                  | FLT         | -           | -           | -           | -           | 12     | 6      | 1      | 5      | 50,00      | Sub. 6º     |
| 2018-2019              | Charlton               | FL1                    | 46+3       | 26+2       | 10+0       | 10+1       | FACup+CdL       | 3+1             | 1+0             | 1+0             | 1+1             | -                  | -                  | -                  | -                  | -                  | FLT         | 3           | 1           | 1           | 1           | 56     | 30     | 12     | 14     | 53,57      | 3º (prom.)  |
| 2019-2020              | Charlton               | FLC                    | 46         | 12         | 12         | 22         | FACup+CdL       | 1+1             | 0+0             | 0+1             | 1+0             | -                  | -                  | -                  | -                  | -                  | -           | -           | -           | -           | -           | 48     | 12     | 13     | 23     | 25,00      | 22º (retr.) |
| 2020-mar. 2021         | Charlton               | FL1                    | 35         | 14         | 10         | 11         | FACup+CdL       | 1+2             | 0+1             | 0+0             | 1+1             | -                  | -                  | -                  | -                  | -                  | FLT         | 3           | 1           | 1           | 1           | 41     | 16     | 11     | 14     | 39,02      | Dimiss.     |
| Totale Charlton        | Totale Charlton        | Totale Charlton        | 137+5      | 58+2       | 33+0       | 46+3       |                 | 9               | 2               | 2               | 5               |                    | -                  | -                  | -                  | -                  |             | 6           | 2           | 2           | 2           | 157    | 64     | 37     | 56     | 40,76      |             |
| mar.-giu. 2021         | Birmingham City        | FLC                    | 10         | 5          | 2          | 3          | FACup+CdL       | -               | -               | -               | -               | -                  | -                  | -                  | -                  | -                  | -           | -           | -           | -           | -           | 10     | 5      | 2      | 3      | 50,00      | Sub. 18º    |
| 2021-2022              | Birmingham City        | FLC                    | 0          | 0          | 0          | 0          | FACup+CdL       | 0+0             | 0               | 0               | 0               | -                  | -                  | -                  | -                  | -                  | -           | -           | -           | -           | -           | 0      | 0      | 0      | 0      | —          | in corso    |
| Totale Birmingham City | Totale Birmingham City | Totale Birmingham City | 10         | 5          | 2          | 3          |                 | 0               | 0               | 0               | 0               |                    | -                  | -                  | -                  | -                  |             | -           | -           | -           | -           | 10     | 5      | 2      | 3      | 50,00      |             |
| Totale carriera        | Totale carriera        | Totale carriera        | 152        | 65         | 35         | 52         |                 | 9               | 2               | 2               | 5               |                    | -                  | -                  | -                  | -                  |             | 6           | 2           | 2           | 2           | 167    | 69     | 39     | 59     | 41,32      |             |

## Palmarès

### Club

#### Competizioni nazionali
- Coppa di Lega inglese: 1

Birmingham City: 2010-2011